# René de Possel
Lucien Alexandre Charles René de Possel (Marselha, 7 de fevereiro de 1905 — Paris, 1974) foi um matemático francês. Foi um dos fundadores do grupo de matemáticos Nicolas Bourbaki, e um pioneiro da ciência da computação, trabalhando em particular com o reconhecimento ótico de caracteres.
Afastou-se precocemente do grupo Bourbaki, porque André Weil casou com sua ex-mulher Eveline após o divórcio ocorrido em 1937.
Dentre seus orientados de doutorado constam Roland Fraïssé e Pascal Maroni.